# Patxi Salaberri Zaratiegi
Patxi Salaberri Zaratiegi (Uxue, 24 d'abril de 1959) és un lingüista, filòleg, escriptor i acadèmic navarrès.

## Biografia
Patxi Salaberri Zaratiegi va fer estudis universitaris alhora que aprenia el basc a l'escola d'adults Arturo Campión de Pamplona, i des d'aleshores es va dedicar a ensenyar el basc a centenars d'alumnes.
Es llicencià en filologia hispànica a la Universitat Pública de Navarra i va obtenir una llicenciatura i doctorat en filologia basca a la Universitat del País Basc. En 1994 fou professor a la Universitat Pública de Navarra i va compondre una tesi doctoral sobre l'euskara d'Uxue, Eslaba, Lerga, Gallipienzo, Ayesa, Sada, Leache, Moriones i Ezprogui a través de la toponímia i amb el títol d'Eslaba aldeko euskararen azterketa toponimiaren bidez. El 2008 va guanyar la càtedra de filologia basca d'aquesta universitat.
Fou nomenat acadèmic titular de l'Acadèmia de la Llengua Basca i esdevingué el primer acadèmic de la Merindad d'Olite. Ha publicat nombrosos treballs relatius a la toponímia i a l'onomàstica. És director de la revista Fontes Linguae Vasconum, pertanyent a la Institución Príncipe de Viana del departament de cultura del Govern de Navarra.

## Obres
- Diccionario de nombres de pila:, ISBN 8445717278, amb Mikel Gorrotxategi Nieto i José María Satrustegi, 2001;
- Luzaideko euskararen hiztegia, ISBN 8423529355, amb Peio Kamino Kaminondo, 2007;
- Etxalarko etxeen izenak, ISBN 8461352300, amb Pello Apezetxea Zubiri, 2009;
- Goizuetako etxxeen izenak, ISBN 8476816995, amb Patziku Perurena i Juan Jose Zubiri Lujanbio, 2011;
- Liburu honetan Goizueta nafar herriko etxeen izenak aztertzen dira. Izen ttipiak euskaraz, ISBN 849543850X, 2009;
- Barne Barnetik:, ISBN 8478213074, amb Eusebio Osa Unamuno i Xabier Etxaniz Erle, 1997;
- Jose Mari Satrustegi: (1930-2003), ISBN 844572195X, Patxi Salaberri Muñoa, País Vasco. Gobierno, 2004;
- Nafarroa Behereko herrien izenak: Lekukotasunak eta etimologia, ISBN 8423527158, 2004;
- Euskal deiturategia : patronimia Arxivat 2016-03-03 a Wayback Machine., ISBN 8484380394, 2003;
- Eslaba aldeko euskararen azterketa toponimiaren bidez, ISBN 8485479726, 1994;
- Biraoak. Nafarroan bilduak, ISBN 847681528X, avec Juan José Zubiri Lujanbio, 2007;
- Artajona: Toponimia Vasca; Artaxoa: Euskal Toponimia, Partie 4, ISBN 8492016582, amb José María Jimeno Jurío, 1998;
- Toponimia Navarra. II. Burlada, ISBN 847681576X, amb José María Jimeno Jurío i Roldán Jimeno Aranguren, 2008;
- Toponimia navarra: Cuenca de Pamplona, Pamplona/Iruña, ISBN 8476814577, José María Jimeno Jurío, Roldán Jimeno Aranguren, 2006;
- Toponimia Navarra. VIII. Cuenca de Pamplona. Pamplona/Iruña, Volume 47, ISBN 8476814720, amb José María Jimeno Jurío, David Mariezkurrrena Iturmendi, 2006;
- Toponimia de la Cuenca de Pamplona: Pamplona-Iruña, ISBN 8485479742,José María Jimeno Jurío, Euskaltzaindia, 1994;